# Ill Met in Lankhmar
„Ill Met in Lankhmar” este o nuvelă de Sabie și vrăjitorie a scriitorului american Fritz Leiber, care povestește întâlnirea și formarea echipei sale de aventurieri, Fafhrd și Gray Mouser. 
Publicată pentru prima dată în 1970 în The Magazine of Fantasy & Science Fiction, este un prequel, întrucât, până atunci, Leiber a cronicizat aventurile perechii timp de treizeci de ani. Povestirea este a patra parte din colecția Swords and Deviltry. 
A primit premiul Nebula din 1970 pentru cea mai bună nuvelă  și Premiul Hugo din 1971 pentru cea mai bună nuvelă.

## Rezumat
Într-o noapte tare întunecată în Lankhmar, Fissif și Slevyas, membri ai Breslei Hoților, fură bijuterii valoroase de la comerciantul de bijuterii Jengao. În timp ce se întorc în Casa Hoților, aceștia sunt ambuscați și atacați simultan de Fafhrd și Gray Mouser, care le fură pietrele prețioase. Recunoscând spiritele înrudite, ei acceptă să împartă prada. Ei se întorc în casa lui Mouser, unde Fafhrd este prezentat femeii lui Mouser Ivrian, iar Ivrian o întâlnește pe femeia lui Fafhrd, Vlana. 
Oarecum beat, Mouser îl convinge pe Fafhrd să se alăture lui într-o încercare de a se infiltra în cartierul general al Breslei Hoților, sub pretextul că aparține breslei cerșetorilor. Inițial au succes, dar deghizarea lor  este observată de Krovas, Marele Maestru al Hoților și Cerșetorilor. Fugind, se întorc la casa lui Mouser, doar pentru a descoperi spre groaza lor că ambele fete au fost ucise și parțial mâncat de șobolani gigant și de Slivikin, o  vrăjitoare-fiară malefică care se mișcă foarte repede vrăjită de magicianul lui Krovas, Hristomilo. 
În suferință și mânie, ei se întorc în Casa hoților și o atacă, provocând panică și haos. Ei îl omoară pe Hristomilo, apoi fug din oraș.